# 三田站 (東京都)
三田站（日语：／ Mita eki */?）是位於日本東京都港區芝五丁目，屬於東京都交通局（都營地下鐵）的鐵路車站。

## 概要
此站有淺草線與三田線停靠，各有車站編號，淺草線是A 08、三田線是I 04。
另外，本站與東日本旅客鐵道（JR東日本）山手線、京濱東北線田町站是轉乘站，此站A4出口與田町站的三田口接鄰。然而，三田站、田町站的兩間公司都沒有轉乘資訊廣播，轉乘只限於使用定期券。

## 歷史
- 1968年6月21日：都營地下鐵淺草線開業，與山手線田町站轉乘。
- 1973年11月27日：都營地下鐵三田線開業，該時為終點站。
- 1978年（昭和53年）7月1日：都營地下鐵1號線改稱淺草線，都營地下鐵6號線改稱三田線。
- 2000年9月26日：都營地下鐵三田線延長至目黑站，變成中途站。
- 2015年（平成27年）4月1日：淺草線業務從五反田站務管理所五反田站務區轉給日比谷站務管理所日比谷站務區。
- 2016年（平成28年）4月1日：站務區制改為站管區制，成為日比谷站管區的被管理站。
- 2019年（令和元年） 12月21日: 淺草線月台門啟用。

## 車站構造
淺草線位於第一京濱（國道15號）下，三田線位於日比谷通下，彼此有連絡通道連通。雖然兩站相近，但因連絡通道上上下下，轉乘需要3分鐘左右。另外，連絡通道設有兩線的列車資訊顯示器。A9出口有定期券售票處。
淺草線是島式月台1面2線的地下車站，位於地下2樓。
三田線是兩個側式月台1面1線的地下車站，目黑方向在地下2樓、西高島平方向在地下3樓，採用2層式月台。該構造是由於為了保有上方的東京都保有地（過去是都電三田電車營業所）空間，加上建設當時有與東急電鐵池上線與相互直通運轉的構想，將與淺草線並行延伸泉岳寺方向。但是該構想最終未實現，結果變成白金高輪起與東京地下鐵南北線（開業時為帝都高速度交通營團時代）共用區間至目黑並與東急目黑線相互直通運轉。此外，在三田線延伸至目黑前，2層式月台皆往西高島平方向，轉轍器設於芝公園站方向，因此當時需查看資訊看板確認發車月台。
線路側壁的站名標非發亮式看板。
三田線剪票口與月台間、及淺草線、三田線連絡通道內設有電扶梯。淺草線泉岳寺側剪票口與月台之間，及三田線芝公園側剪票口與月台之間設有電梯。出入口方面，A3出入口直通的amita設有電扶梯與電梯，A8出入口設有電扶梯，三田線芝公園側剪票口對側有電梯專用出入口。
廁所分別在淺草線泉岳寺側剪票口對側與三田線月台。
本站共有A1至A10共10處出入口，部分出入口直通三田車站大樓「amita」、NEC SUPER TOWER、三菱自動車工業本社入駐的第一田町大廈與第二田町大廈。
現在淺草線車站業務已委託給東京都營交通協力會。
三田線側過去曾設有日比谷站務管理所三田站務區（管理三田 - 內幸町間各站），但已移交給日比谷站務區。定期券售票處與淺草線站務一樣委託給東京都營交通協力會。

### 月台配置
| 月台 | 路線   | 目的地                               |
| ---- | ------ | ------------------------------------ |
| 1    | 淺草線 | 西馬込、京急本線、羽田機場方向       |
| 2    | 淺草線 | 押上、京成本線、北總線、成田機場方向 |
| 3    | 三田線 | 白金高輪、目黑、目黑線方向           |
| 4    | 三田線 | 日比谷、巢鴨、西高島平方向           |

（來源：都營地下鐵:車站構內圖（页面存档备份，存于））

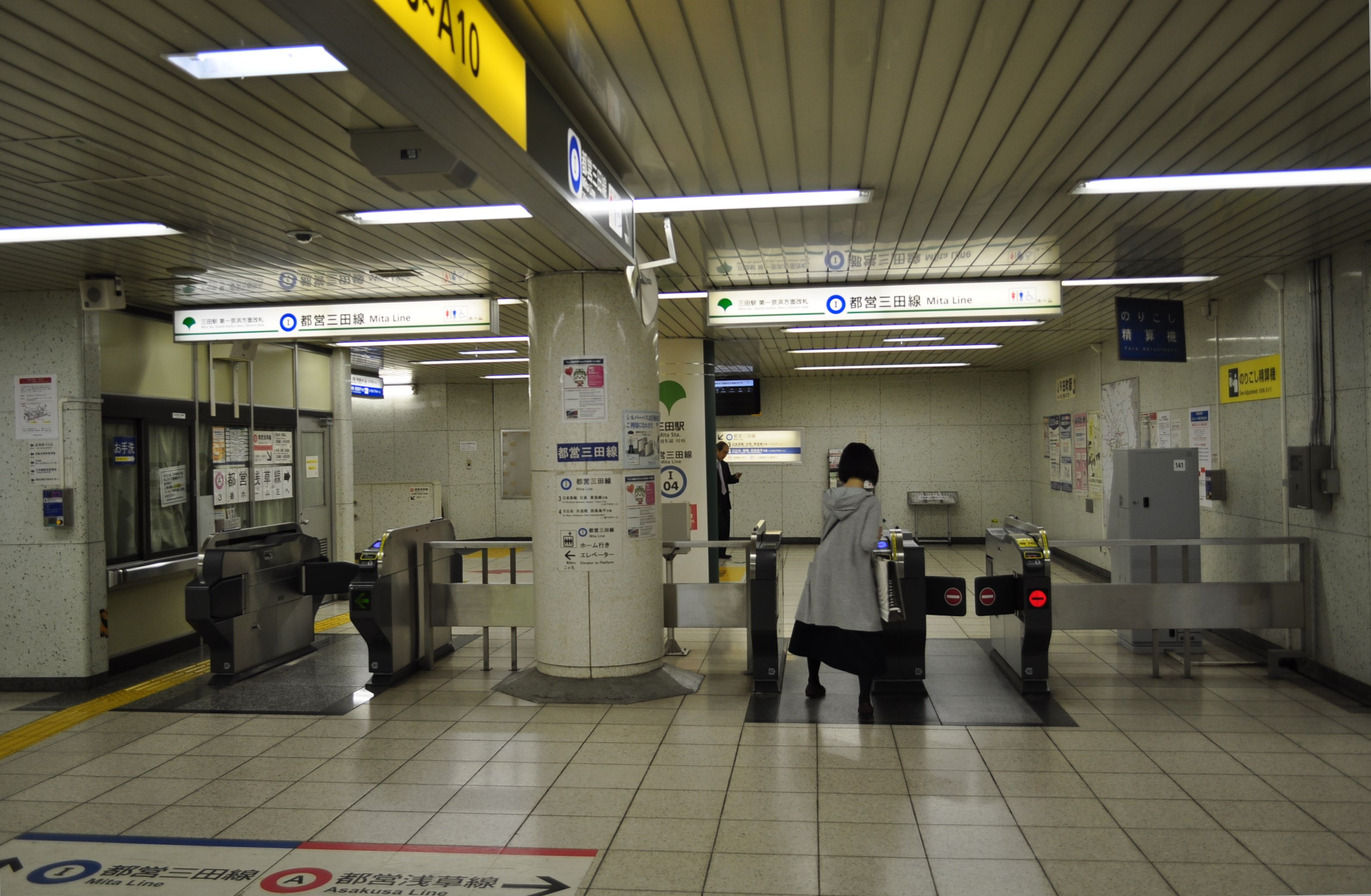
淺草線JR田町站方向閘口（2018年3月30日攝）
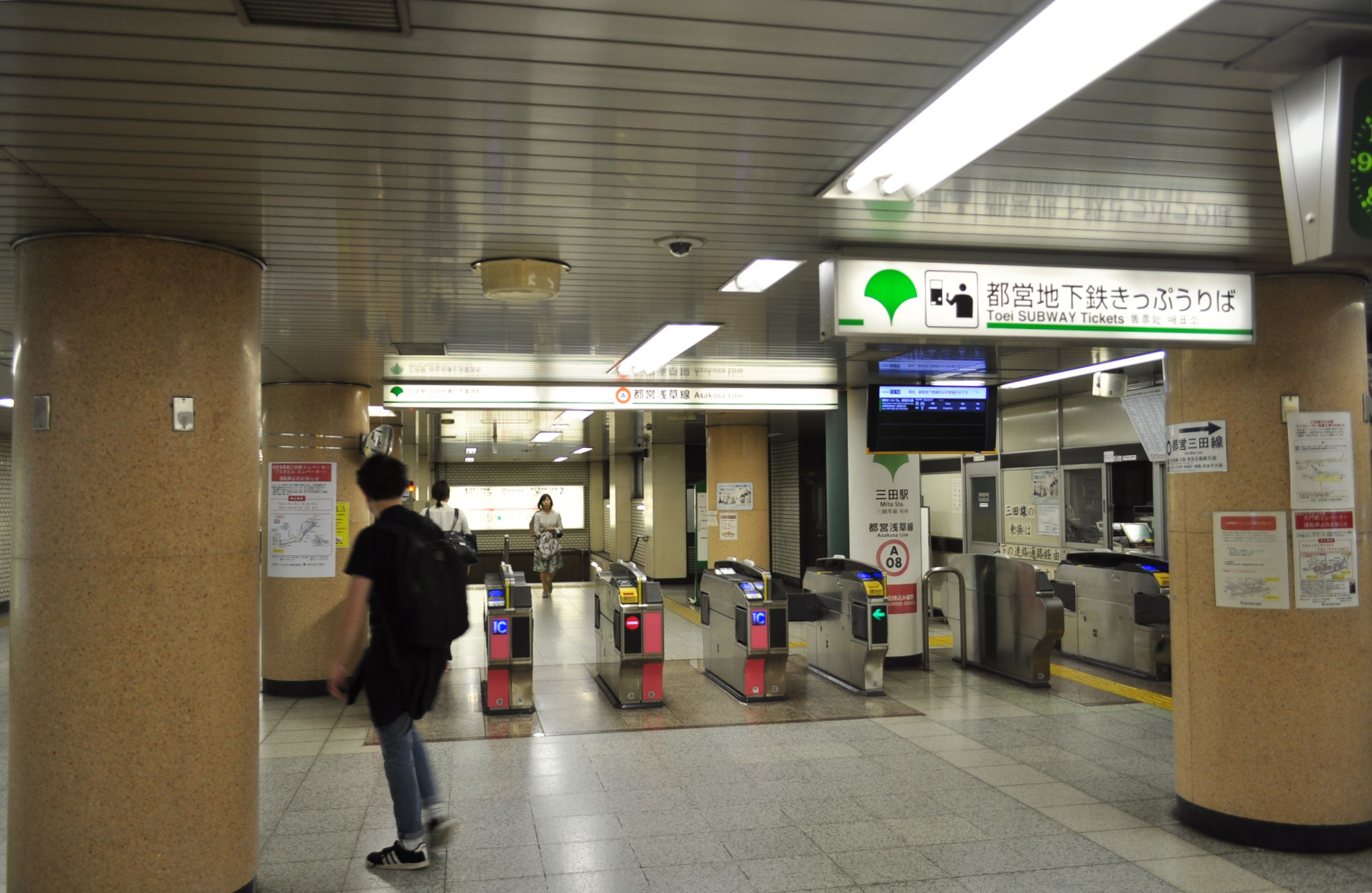
淺草線日比谷通方向閘口（2018年3月30日攝）
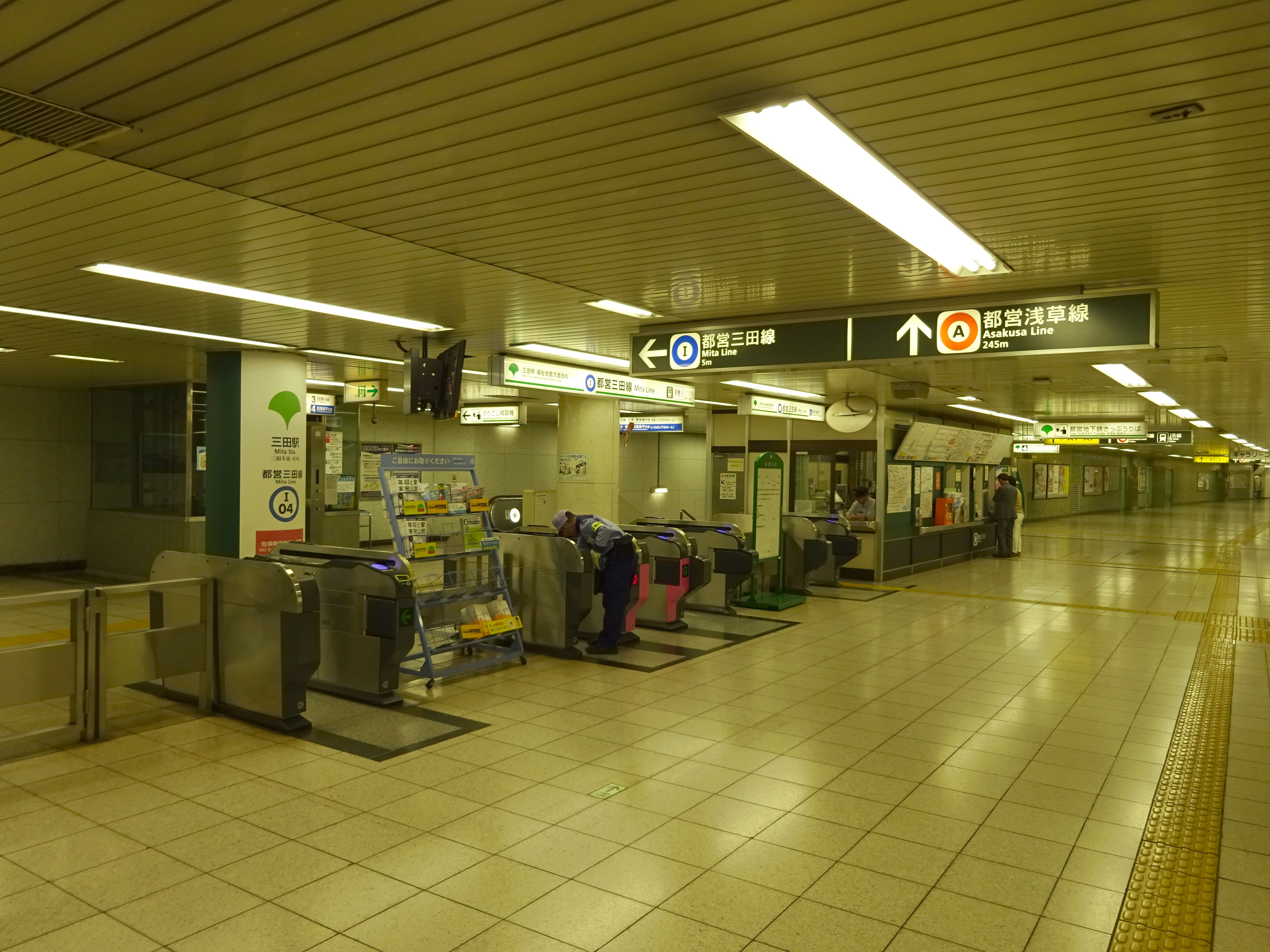
三田線福祉會館方向閘口（2015年5月5日）
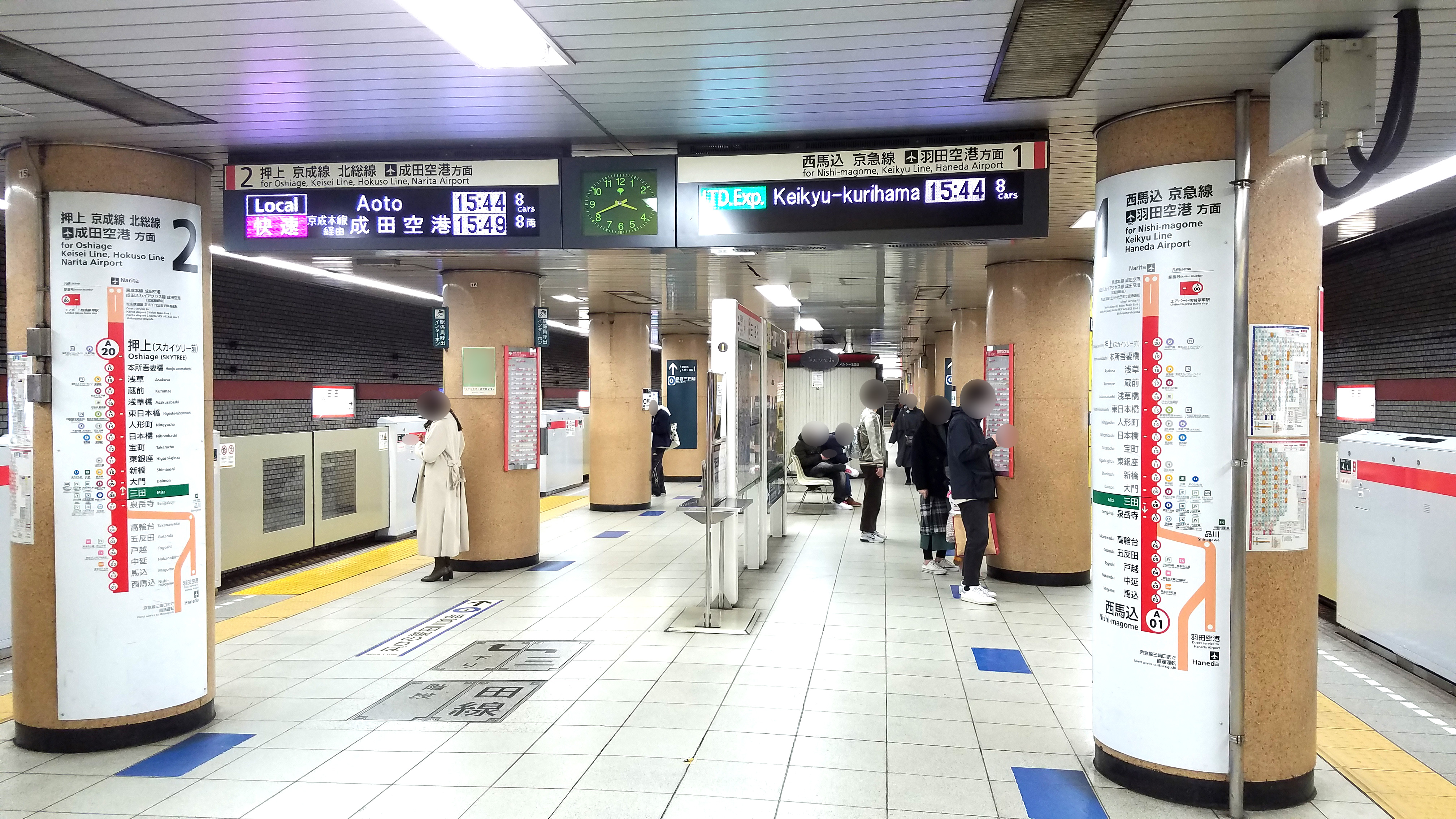
淺草線月台（2022年3月6日攝）
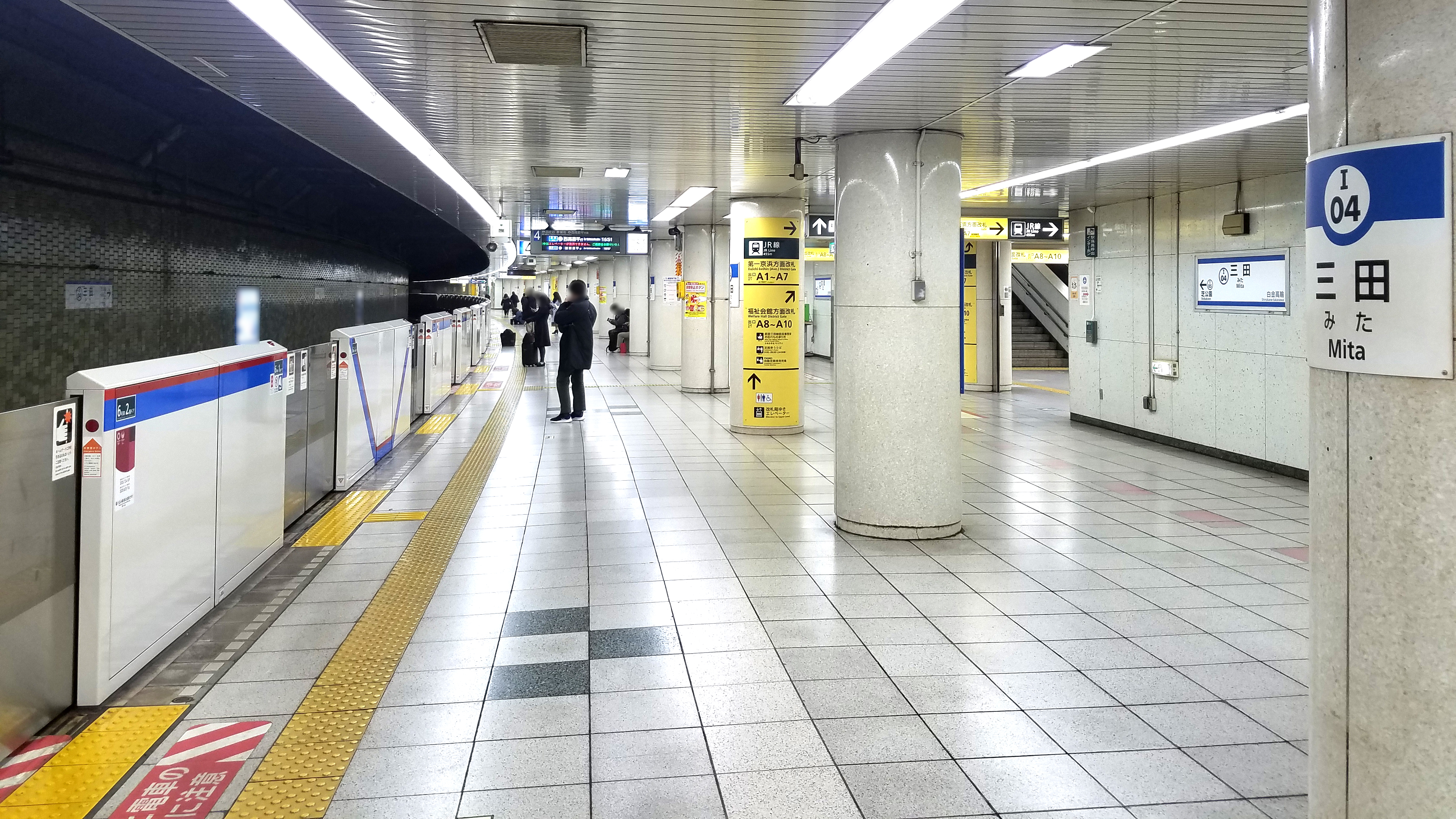
三田線4號月台（2019年12月30日攝）

## 利用狀況
- 都營地下鐵[2]
  - 淺草線 - 2017年度1日平均上下車人次為109,196人（上車人次：54,527人、下車人次：54,669人）。淺草線內次於押上站、泉岳寺站、大門站排行第4位。
  - 三田線 - 2017年度1日平均上下車人次為106,988人（上車人次：53,586人、下車人次：53,402人）。三田線內次於神保町站第2位。

本站與JR線田町站為轉乘站，而三田周邊有住宅與高級高層公寓，加上三田、田町周邊有許多大企業本社，因此通勤者較多。
近年1日平均上下車人次如下表。
| 年度               | 都營地下鐵         | 都營地下鐵 | 都營地下鐵         | 都營地下鐵 |
| 年度               | 淺草線             | 淺草線     | 三田線             | 三田線     |
| 年度               | 1日平均 上下車人次 | 增長率     | 1日平均 上下車人次 | 增長率     |
| ------------------ | ------------------ | ---------- | ------------------ | ---------- |
| 2003年（平成15年） | 84,308             | −0.6%      | 76,561             | −0.5%      |
| 2004年（平成16年） | 83,239             | −1.3%      | 76,386             | −0.2%      |
| 2005年（平成17年） | 85,126             | 2.3%       | 78,268             | 2.5%       |
| 2006年（平成18年） | 88,086             | 3.5%       | 80,791             | 3.2%       |
| 2007年（平成19年） | 94,212             | 7.0%       | 87,784             | 8.7%       |
| 2008年（平成20年） | 96,567             | 2.5%       | 92,265             | 5.1%       |
| 2009年（平成21年） | 96,720             | 0.2%       | 93,702             | 1.6%       |
| 2010年（平成22年） | 94,933             | −1.8%      | 92,331             | −1.5%      |
| 2011年（平成23年） | 91,208             | −3.9%      | 88,881             | −3.7%      |
| 2012年（平成24年） | 93,072             | 2.0%       | 91,406             | 2.8%       |
| 2013年（平成25年） | 94,813             | 1.9%       | 93,919             | 2.7%       |
| 2014年（平成26年） | 97,251             | 2.6%       | 96,226             | 2.5%       |
| 2015年（平成27年） | 101,939            | 4.8%       | 100,132            | 4.1%       |
| 2016年（平成28年） | 106,281            | 4.3%       | 103,825            | 3.7%       |
| 2017年（平成29年） | 109,196            | 2.7%       | 106,988            | 3.0%       |

近年1日平均上車人次數如下表。
| 年度               | 淺草線 | 三田線 | 來源   |
| ------------------ | ------ | ------ | ------ |
| 1990年（平成02年） | 20,863 | 14,323 | [ 4 ]  |
| 1991年（平成03年） | 22,000 | 15,003 | [ 5 ]  |
| 1992年（平成04年） |        |        | [ 6 ]  |
| 1993年（平成05年） |        |        | [ 7 ]  |
| 1994年（平成06年） |        |        | [ 8 ]  |
| 1995年（平成07年） | 21,352 | 14,281 | [ 9 ]  |
| 1996年（平成08年） | 21,384 | 14,655 | [ 10 ] |
| 1997年（平成09年） | 21,959 | 14,893 | [ 11 ] |
| 1998年（平成10年） | 22,337 | 15,167 | [ 12 ] |
| 1999年（平成11年） | 21,609 | 14,653 | [ 13 ] |
| 2000年（平成12年） | 21,677 | 15,929 | [ 14 ] |
| 2001年（平成13年） | 22,170 | 17,534 | [ 15 ] |
| 2002年（平成14年） | 22,167 | 17,723 | [ 16 ] |
| 2003年（平成15年） | 21,145 | 16,874 | [ 17 ] |
| 2004年（平成16年） | 20,255 | 16,534 | [ 18 ] |
| 2005年（平成17年） | 20,370 | 16,652 | [ 19 ] |
| 2006年（平成18年） | 43,512 | 40,523 | [ 20 ] |
| 2007年（平成19年） | 46,590 | 43,852 | [ 21 ] |
| 2008年（平成20年） | 48,071 | 46,112 | [ 22 ] |
| 2009年（平成21年） | 48,236 | 46,793 | [ 23 ] |
| 2010年（平成22年） | 47,299 | 46,241 | [ 24 ] |
| 2011年（平成23年） | 45,527 | 44,415 | [ 25 ] |
| 2012年（平成24年） | 46,268 | 45,791 | [ 26 ] |
| 2013年（平成25年） | 47,153 | 47,049 | [ 27 ] |
| 2014年（平成26年） | 48,479 | 48,202 | [ 28 ] |
| 2015年（平成27年） | 50,811 | 50,183 | [ 29 ] |
| 2016年（平成28年） | 53,043 | 51,997 | [ 30 ] |

## 車站周邊
站前有交通量龐大的第一京濱（國道15號）通過，周邊有三菱自動車工業與日本電氣、森永製菓等大企業總部，大樓林立。另外，周邊也有慶應義塾大學與戶板女子短期大學等學校，餐飲店與商業設施聚集。與港區其他地區相同，周邊可見多國大使館。
鄰接的田町站芝浦口方向是填海地，多倉庫與辦公大樓，相較之下本站周邊有許多小丘，丘陵地上是高級住宅區與公寓，車站附近也正陸續興建起高層高級公寓華廈。

### 交通
- 札之辻交差點
- 田町站 - 轉乘站

### 政府機關
- 警視廳三田警察署（日语：三田警察署 (東京都))）
- 芝稅務署
- 三田勞動基準監督署
- 產業安全會館
- 安全衛生綜合會館
- 港勤勞福祉會館
- 障害者福祉會館
- 港區立福祉會館
- 女性與工作未來館
- 港區立三田圖書館
- HelloWork（日语：公共職業安定所）品川

### 大使館

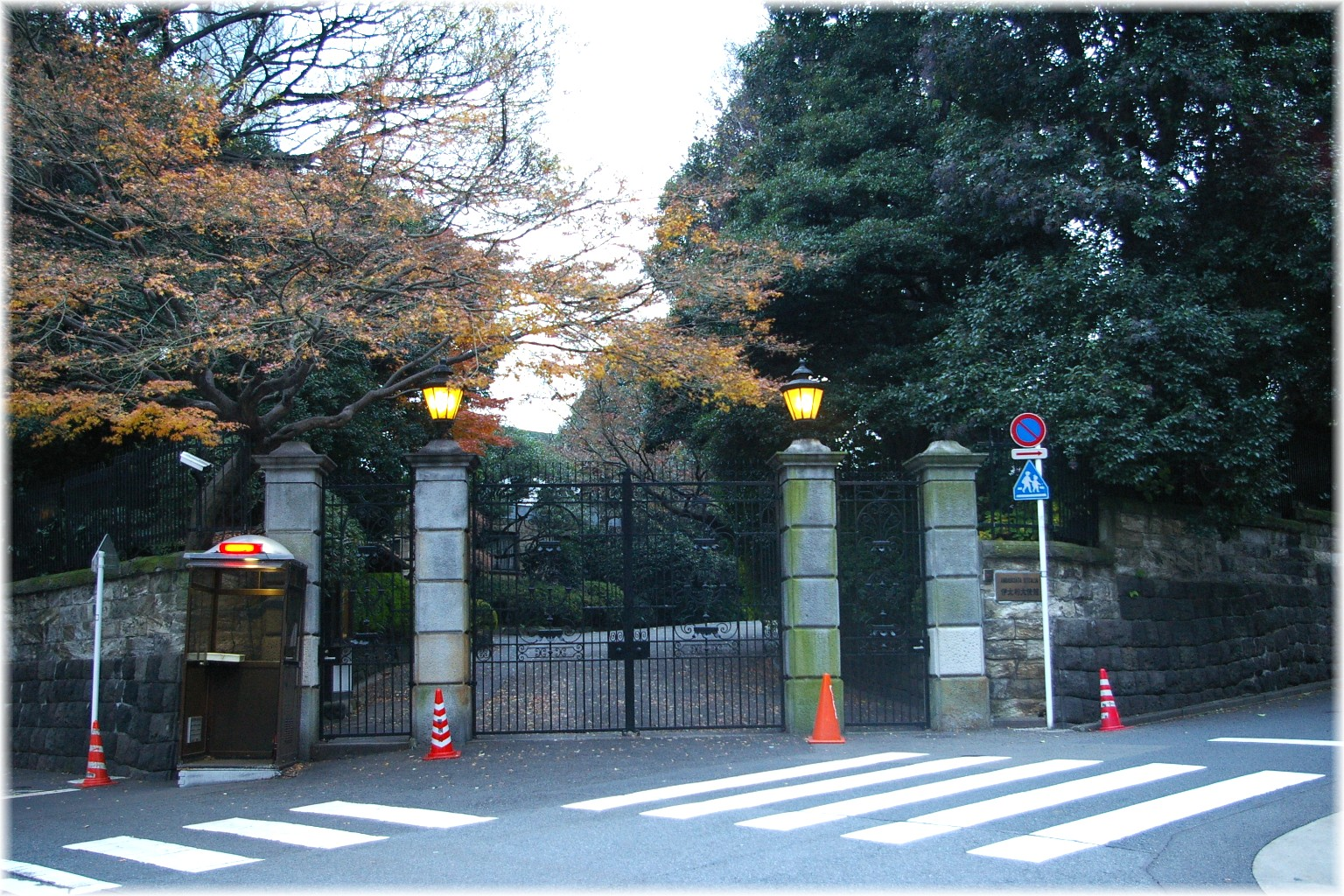
波札那大使館
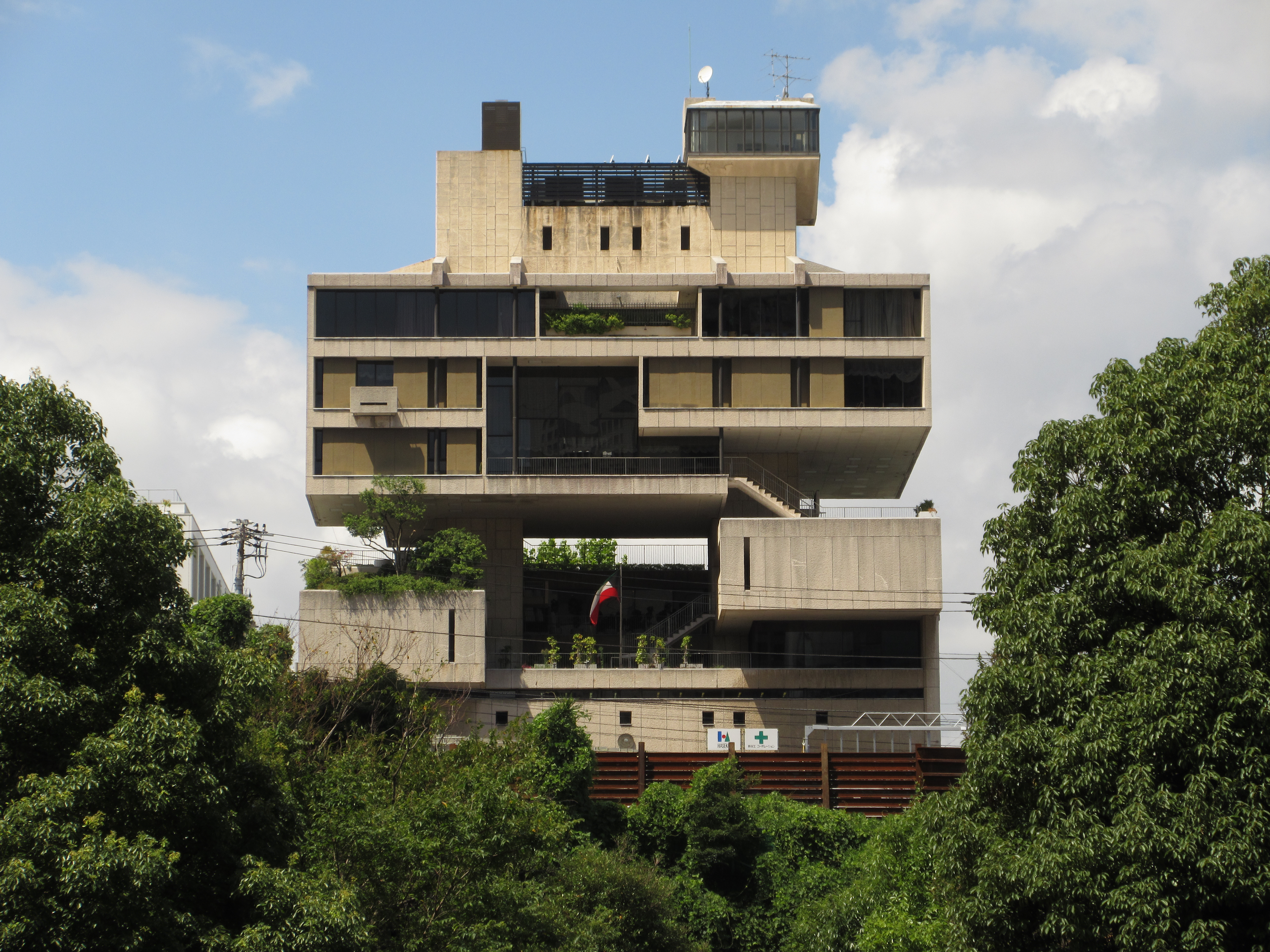
科威特大使館
- 匈牙利大使館
- 義大利大使館
- 巴布亞紐幾內亞大使館
- 莫三比克大使館

- 義大利大使館
- 科威特大使館

### 醫院
- 芝浦船員保險診療所

### 教育設施
- 慶應義塾大學、大學院三田校區
- 東京工業大學校區創新中心
- 芝浦工業大學
- 聖德大學9號館
- 戶板女子短期大學
- 慶應義塾女子高等學校（日语：慶應義塾女子高等学校）

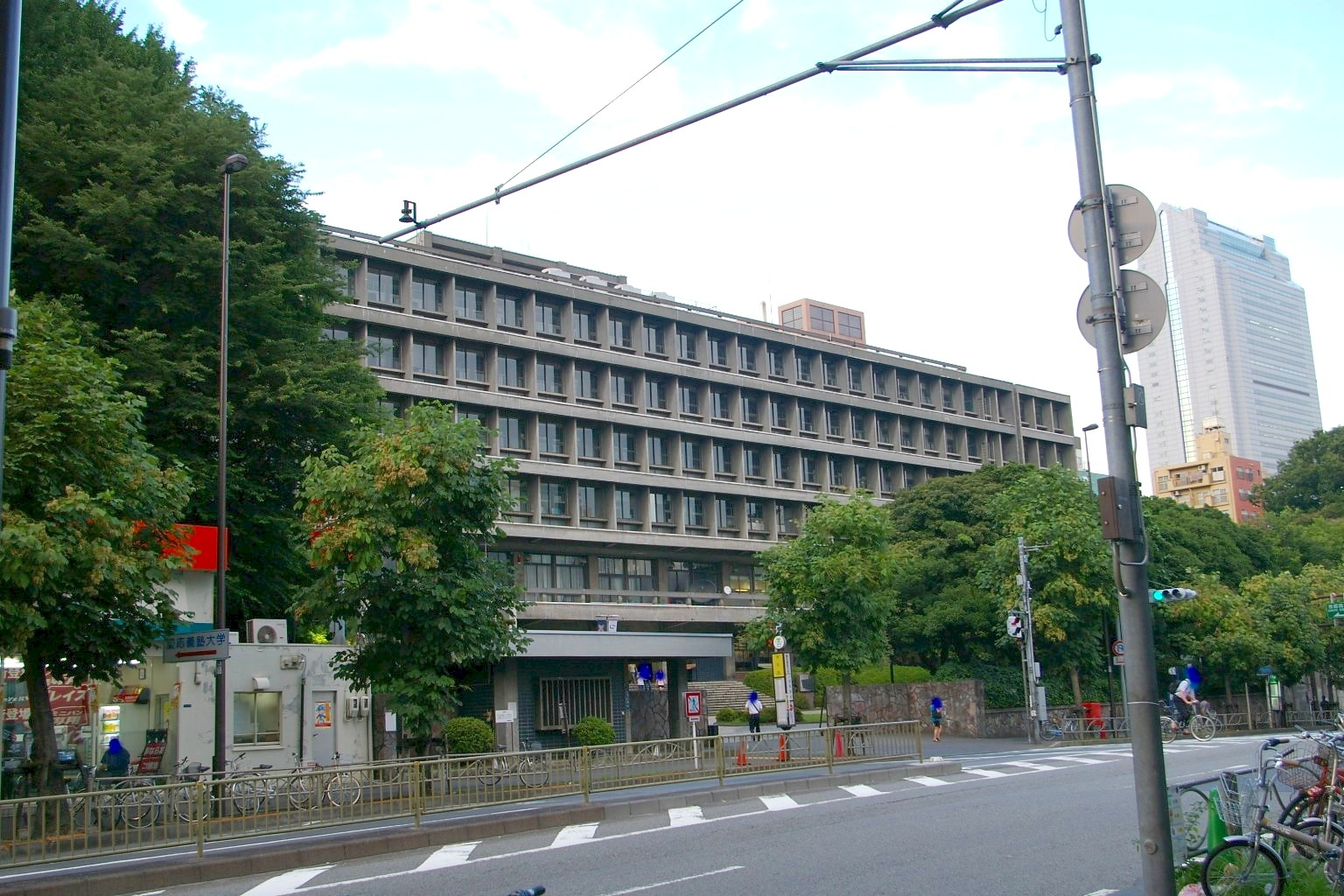
慶應義塾大學三田校區

- 東京工業大學附屬科學技術高等學校（日语：東京工業大学附属科学技術高等学校）
- 正則高等学學校（日语：正則高等学校）
- 東京女子學園中學校、高等學校（日语：東京女子学園中学校・高等学校）
- 普連土學園中學校、高等學校（日语：普連土学園中学校・高等学校）
- 東京都立三田高等學校（日语：東京都立三田高等学校）
- 慶應義塾中等部（日语：慶應義塾中等部）
- 港區立三田中學校（日语：港区立三田中学校）
- 港區立芝小學校（日语：港区立芝小学校）
- 港區立芝浦小學校（日语：港区立芝浦小学校）
- 東京國際學校（日语：東京インターナショナルスクール）
- 讀賣理工醫療福祉專門學校（日语：読売理工医療福祉専門学校）
- 三田幼稚園
- 港幼稚園

### 博物館、美術館
- 港鄉土資料館

### 宗教設施
- 阿含宗關東別院
- 龍生院（日语：龍生院）
- 御穗鹿島神社
- 蓮乘寺
- 正念寺
- 安樂寺
- 法泉寺
- 西慶寺
- 法音寺
- 御穗神社
- 宗光寺
- 春日神社
- 佛教傳道中心大樓

### 企業
- 森永製菓本社
- 森永乳業本社
- 三菱自動車工業本社
- 日本電氣本社
- 三井住友信託銀行芝營業部
- 美達王（日语：メタルワン）本社
- 長谷工企業（日语：長谷工コーポレーション）本社
- 日本時報本社
- Toyota Technocraft（日语：トヨタテクノクラフト）本社
- 東京Toyopet（日语：東京トヨペット）本社
- TBWA\HAKUHODO本社
- ASKA製藥（日语：あすか製薬）本社
- 萬代南夢宮控股本社
- 萬代南夢宮娛樂本社

### 郵局
- 港芝四郵便局
- 港芝浦郵便局

### 銀行
- 瑞穗銀行芝支店
- 三菱東京UFJ銀行
  - 田町支店
  - 三田支店
- 里索那銀行田町支店
- 三井住友銀行三田通支店
- 三井住友信託銀行芝營業部
- 芝信用金庫三田支店
- SAWAYAKA信用金庫（日语：さわやか信用金庫）東京港支店
- 大東京信用組合田町站前支店
- 中央勞動金庫田町支店

### 住宿設施
- 天宇飯店（日语：セレスティンホテル）東京芝
- Villa Fontaine（日语：ヴィラフォンテーヌ）東京田町
- 東京田町日航都市酒店
- 相鐵FRESA INN（日语：相鉄フレッサイン）東京田町
- 格拉斯麗田町酒店（グレイスリー田町）
- 春日旅館

### 娛樂、運動設施
- 港區運動中心
- TOKYO PORT BOWL

### 其他
- 三田車站大樓「amita」
- 森永廣場
- 三田NN會館

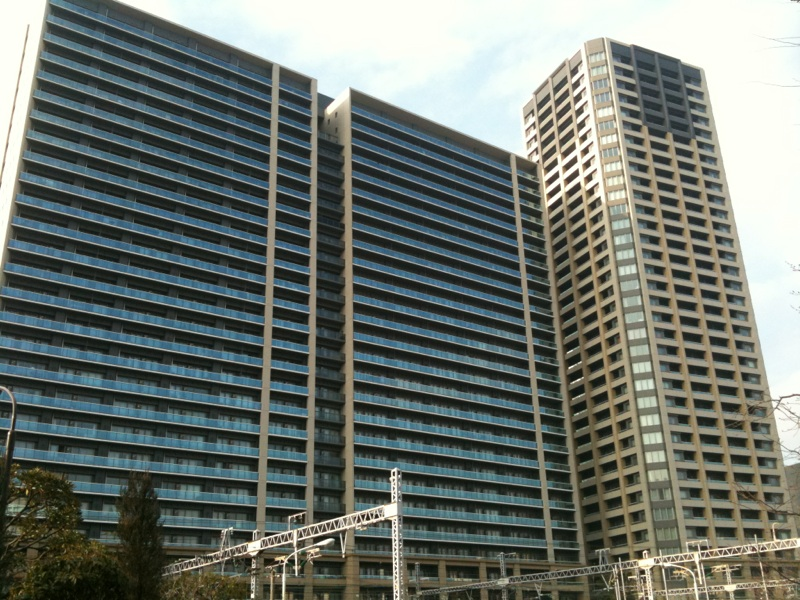
Catherina三田

- The Itoyama Tower（日语：ザ・イトヤマタワー）
- 住友不動產三田雙子大廈
- La Tour三田（ラ・トゥール三田）
- Catherina三田（日语：カテリーナ三田）
- 芝公園塔（芝パークタワー）
- 東急三田公寓
- Granpark（グランパーク）
- 芝浦島（日语：芝浦アイランド）

### 巴士
最近的巴士站是第一京濱上的三田站前、田町站前、淺草線三田站前、三田線三田站前、田町站西口。以下路線由東京都交通局、FUJIEXPRESS運行。
三田站前
- 反90系統：往五反田站（都營）

田町站前
- 田87系統：往澀谷站（都營）
- 反90系統：往三田站前、往五反田站（都營）
- 港區社區巴士「chiibus（日语：ちぃばす）」
  - 田町線：往六本木之丘
  - 芝線：往新橋站

淺草線三田站前
- 港區社區巴士「chiibus」
  - 田町線：往六本木之丘、往田町站東口
  - 芝線：往新橋駅行、往田町站東口、港公園芝浦
  - 高輪線：往品川站東口

三田線三田站前
- 港區社區巴士「chiibus」
  - 田町線：往田町站東口
  - 芝線：往田町站東口、港公園芝浦

田町站西口
- 港區社區巴士「chiibus」
  - 田町線：往田町站東口
  - 芝線：往田町站東口、港公園芝浦

## 相鄰車站
都營地下鐵
 淺草線（泉岳寺－新橋段所有列車均停各站）
泉岳寺（A 07）－三田（A 08）－大門（A 09）
 三田線
白金高輪（I 03）－三田（I 04）－芝公園（I 05）

## 外部連結
- 三田 - 東京都交通局